# Predrag Samardžiski
Predrag Samardžiski (in macedone Предрaг Сaмaрџиски?; Skopje, 11 aprile 1986) è un cestista macedone.

## Carriera
Con la Macedonia ha disputato quattro edizioni dei Campionati europei (2009, 2011, 2013, 2015).

## Palmarès
- YUBA liga: 2

Partizan Belgrado: 2001-02, 2004-05
- Campionato macedone: 1

MZT Skopje: 2014-15
- Coppa di Serbia: 2

FMP Železnik: 2007
Stella Rossa Belgrado: 2013
- Lega Adriatica: 1

FMP Železnik: 2005-06